# Mark (comuna)
Mark (em sueco: Marks kommun) é uma comuna da Suécia localizada no sudoeste do condado da Västra Götaland. Sua capital é a cidade de Kinna. Possui 514 quilômetros quadrados e segundo censo de 2018, havia 9 354.